# Josip Belušić

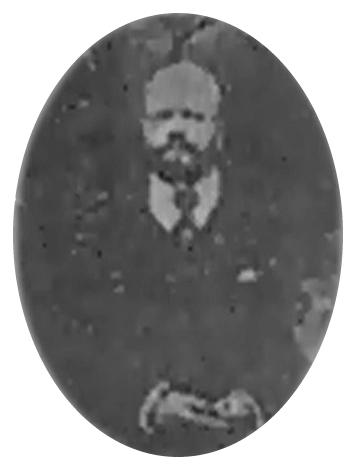
Josip Belušić

Josip Belušić, auch Giuseppe Bellusich (* 1847 in Labin, Istrien, Österreich-Ungarn; † nach 1888) war ein Erfinder.

## Leben
Belušić erfand 1888 das erste Tachometer. Seine Erfindung wurde in Österreich-Ungarn unter dem Namen „Velocimeter“ patentiert. Er war u. a. Professor in Koper.